# 单毛刺蒴麻
单毛刺蒴麻（学名：Triumfetta annua）为锦葵科刺蒴麻属的植物。分布于马来西亚、非洲、印度以及中国大陆的广西、贵州、浙江、湖北、广东、江西、云南、四川等地，生长于海拔450米至2,800米的地区，一般生长在荒野和路旁，目前尚未由人工引种栽培。